# Benoît Debie
Benoît Debie (Lieja, 1968) és un director de fotografia belga. És conegut sobretot pel seu treball en la seva col·laboració freqüent amb Gaspar Noé, iniciada a Irréversible (2002). També treballa en funcions com The Runaways (2010) i Spring Breakers (2012).

## Carrera
Debie va assistir a l'Institut des Arts de Diffusion (IAD), una escola de cinema belga. Després de graduar-se, va treballar com a assistent de càmera abans d'assumir treballs de cinematografia en diverses sèries de televisió. Va treballar a la televisió durant deu anys mentre també va rodar curtmetratges i anuncis. El primer llargmetratge amb el qual va participar com a director de fotografia va ser Irréversible, una polèmica pel·lícula de 2002 dirigida per Gaspar Noé. Noé es va posar en contacte amb ell per rodar la pel·lícula després de veure el treball anterior de Debie, concretament un curtmetratge titulat A Wonderful Love (1999) dirigit per Fabrice Du Welz. El següent projecte de Debie va ser Innocence de Lucile Hadžihalilović (2004), seguit de Il cartaio (2004), dirigida per Dario Argento, i Calvaire, una altra col·laboració amb Fabrice du Welz. El 2006 va fotografiar el llargmetratge francès Enfermés dehors.
Debie va passar a filmar Day Night Day Night, la primera pel·lícula de Julia Loktev, estrenada el 2006, abans de tornar a treballar amb els seus col·laboradors anteriors: Vinyan (2008) amb Fabrice du Welz i Enter the Void (2009) amb Gaspar Noé. El 2010 va ser director de fotografia de The Runaways, un biopic sobre la primera banda de Joan Jett, i el 2011 ja havia acabat de rodar lLa pel·lícula d'acció d'Adrian Grunberg Get the Gringo. El mateix any, va ser nomenat un dels "10 cinematographers to Watch" de la revista Variety. Va dirigir la fotografia de Spring Breakers de Harmony Korine l'any 2012, que va ser nominada per a un Independent Spirit a la millor fotografia—i Every Thing Will Be Fine de Wim Wenders l'any següent. El 2013 va ser contractat per l'actor estatunidenc Ryan Gosling (a qui Debie havia conegut per primera vegada el 1998) per rodar la primera pel·lícula de Gosling, Lost River, que es va rodar el 2013 i estrenada al 67è Festival Internacional de Cinema de Canes.
Debie és membre de la Societat Belga de Cinematògrafs (SBC).

## Filmografia
| Any  | Títol                                       | Director                 | Notes |
| ---- | ------------------------------------------- | ------------------------ | --- |
| 2002 | Irréversible                                | Gaspar Noé               | 1a col·laboració amb Gaspar Noé                                                                                     |
| 2004 | Il Cartaio                                  | Dario Argento            | |
| 2004 | Calvaire                                    | Fabrice Du Welz          | |
| 2004 | Innocence                                   | Lucile Hadžihalilović    | |
| 2006 | Enfermés dehors                             | Albert Dupontel          | |
| 2006 | Day Night Day Night                         | Julia Loktev             | |
| 2007 | Joshua                                      | George Ratliff           | |
| 2008 | Vinyan                                      | Fabrice Du Welz          | |
| 2008 | New York, I Love You                        | Yvan Attal Shekhar Kapur | 2 segments |
| 2009 | Enter the Void                              | Gaspar Noé               | Premi a la millor fotografia al Festival de Sitges                                                                  |
| 2009 | Infectats                                   | Àlex Pastor David Pastor | |
| 2010 | The Runaways                                | Floria Sigismondi        | |
| 2012 | Get the Gringo                              | Adrian Grunberg          | |
| 2012 | Spring Breakers                             | Harmony Korine           | 1a col·laboració amb Harmony Korine Nominada—Independent Spirit a la millor fotografia                              |
| 2014 | Lost River                                  | Ryan Gosling             | |
| 2015 | Love                                        | Gaspar Noé               | |
| 2015 | Every Thing Will Be Fine                    | Wim Wenders              | 1a col·laboració amb Wim Wenders                                                                                    |
| 2016 | La Danseuse                                 | Stéphanie Di Giusto      | Nominada—Lumière a la millor fotografia Nominada—Premi Magritte a la millor fotografia                              |
| 2016 | One More Time with Feeling                  | Andrew Dominik           | Documental |
| 2017 | Submergence                                 | Wim Wenders              | |
| 2018 | Climax                                      | Gaspar Noé               | Nominada—Lumière a la millor fotografia                                                                             |
| 2018 | The Sisters Brothers                        | Jacques Audiard          | César a la millor fotografia Nominada—Lumière a la millor fotografia Nominada—Premi Magritte a la millor fotografia |
| 2019 | The Beach Bum                               | Harmony Korine           | |
| 2019 | LuxÆterna                                   | Gaspar Noé               | |
| 2021 | Vortex                                      | Gaspar Noé               | |
| 2023 | Seneca – Oder: Über die Geburt von Erdbeben | Robert Schwentke         | |

## Videografia
- "Who Do We Think We Are", John Legend (2013)
- "Bitch Better Have My Money", Rihanna (2015)[6]
- "Apeshit", Beyoncé & Jay-Z (2018)